# Frigate Ecojet

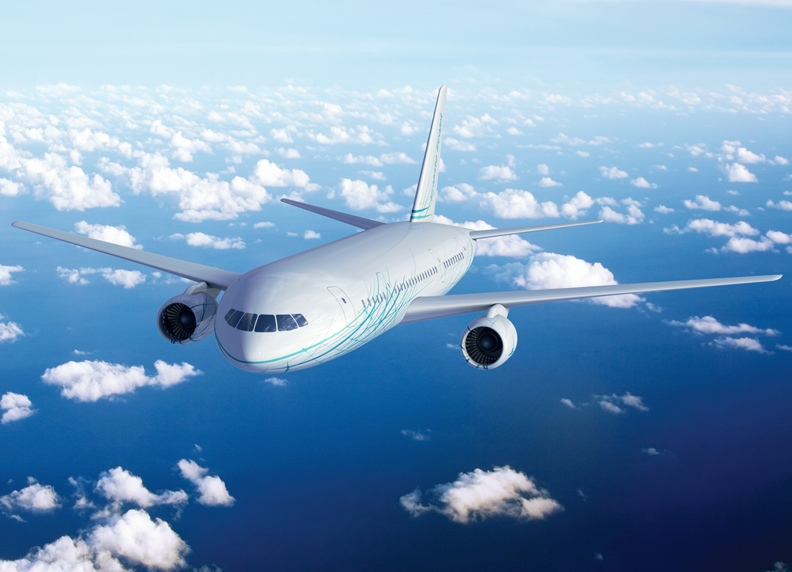
Projeto bimotor anterior

O Frigate Ecojet (em russo: Фрегат Экоджет, transliterado como Fregat Ekodzhet) é um programa para o desenvolvimento de uma nova aeronave comercial widebody de médio alcance utilizando novos conceitos aerodinâmicos e configurações no projeto. O projeto foi iniciado em 1991 como Tu-304 sob a liderança de Valentin Klimov (o então engenheiro chefe da Tupolev), sendo inicialmente projetado para carregar 500 passageiros. Desde 2004 o projeto está sendo mantido por outra empresa, liderada por Valentin Klimov e instituída como uma subsidiária da Tupolev, liderado pelo filho de Valentin Klimov, Alexandr Klimov.

## Características técnicas iniciais

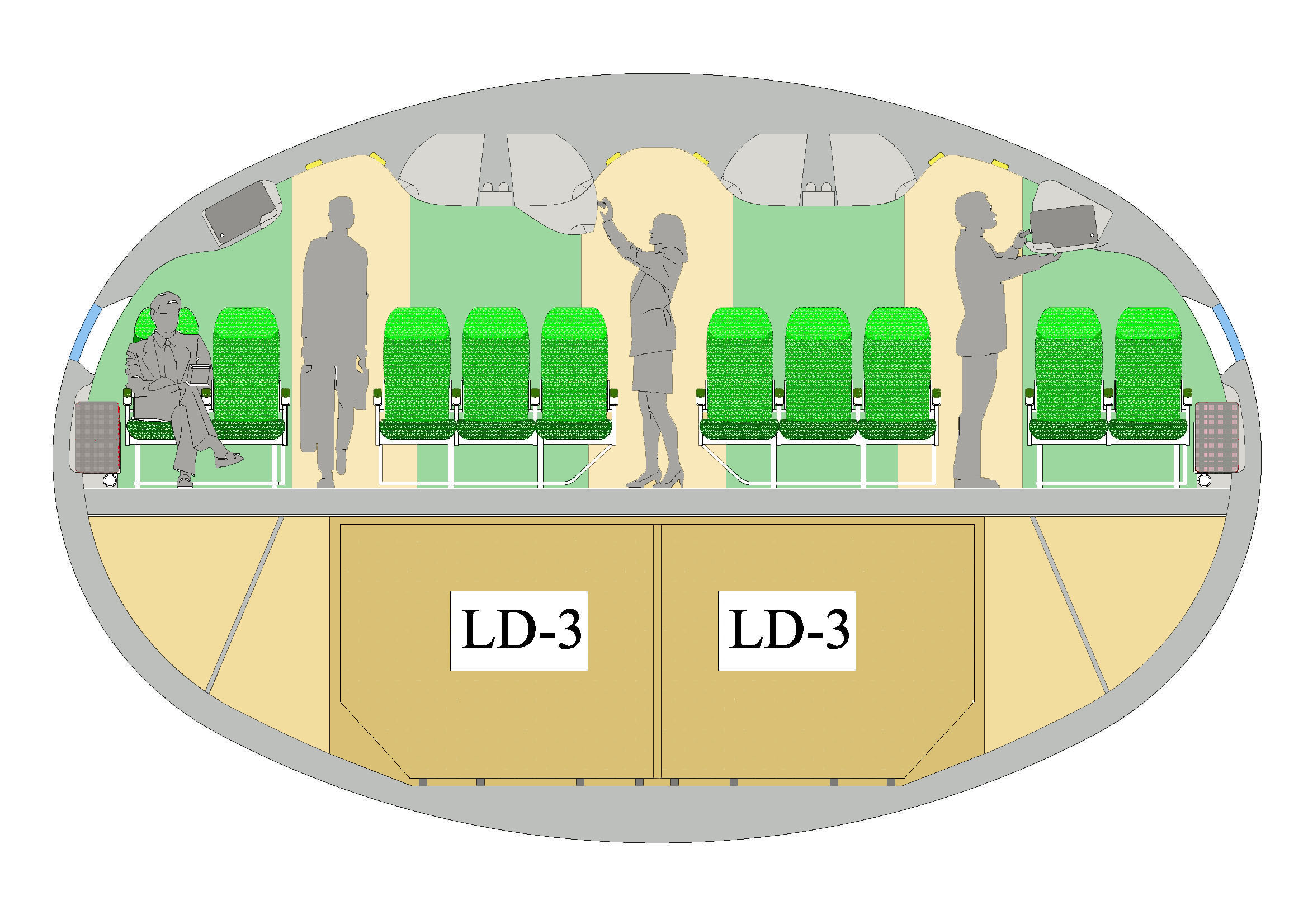
Corte da fuselagem do "Frigate Ecojet"

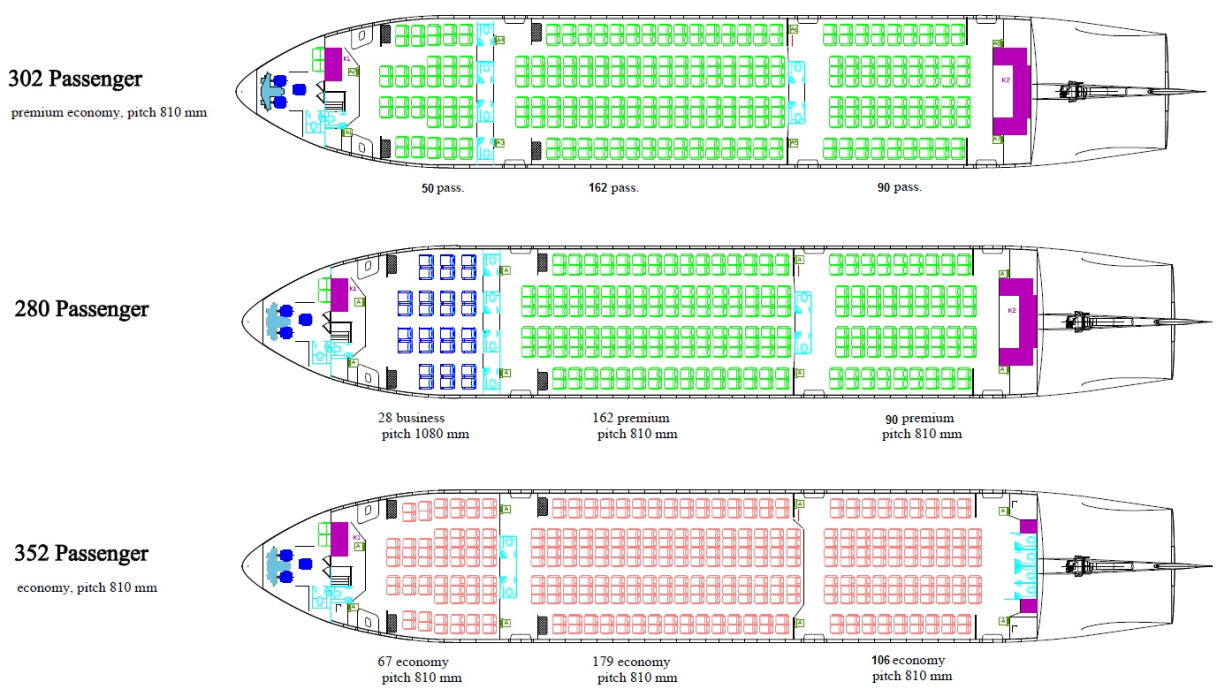
Cabine do "Frigate Ecojet"

O alvo primário do projeto do Frigate Ecojet é o desenvolvimento de uma nova gama de aeronaves widebody de médio alcance, que esperava-se estar operacional até 2018.
A nova aeronave utiliza uma configuração de fuselagem oval. A forma escolhida assegura dimensões mínimas para a aeronave com 300 a 350 passageiros divididos em três cabines, três corredores principais, não menores do que 500 mm (20 polegadas) e espaço entre assentos de pelo menos 810 mm (32 polegadas). Na configuração econômica, o número de assentos pode ser aumentado para 400. A aeronave pode acomodar 302 passageiros em uma configuração básica de três classes (In an all-economy layout, the number of seats can be increased to 400. The aircraft can accommodate 302 passengers in a basic three-class layout (Classe Executiva, Econômica Premium e Econômica).
Em 2015 a empresa e os engenheiros do projeto foram realocados de Moscou para outro país não Europeu e não revelado a fim de obter a certificação EASA fora da Rússia, uma vez que isso diminuía os custos perante a autoridade certificadora. Os padrões russos são menores e ainda não estão harmonizados com a EASA/FAA e se fosse baseado na Rússia, teria de repetir pelo menos 30% dos testes de voo para a EASA para receber uma certificação de voo europeia, além de ter de seguir outros padrões mais exigentes. Se a companhia fosse baseada em um país regulado pela EASA, não poderia receber a certificação da EASA e FAA em um único programa  de testes. Sergey Grachev, Diretor de Vendas do Frigate Ecojet alegou que 'É impossível desenvolver e criar este tipo de aeronave aqui'. A empresa ainda pretende executar seu primeiro voo em 2019 e entrar em serviço em 2021.

## Galeria

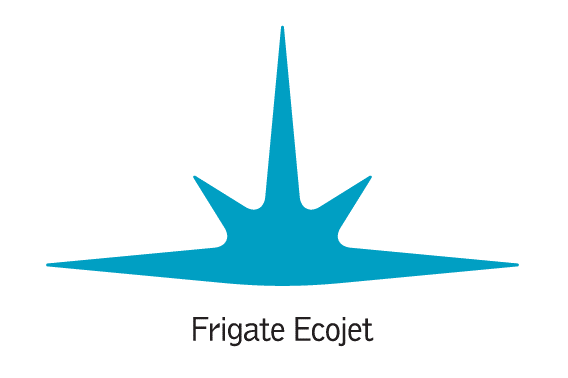
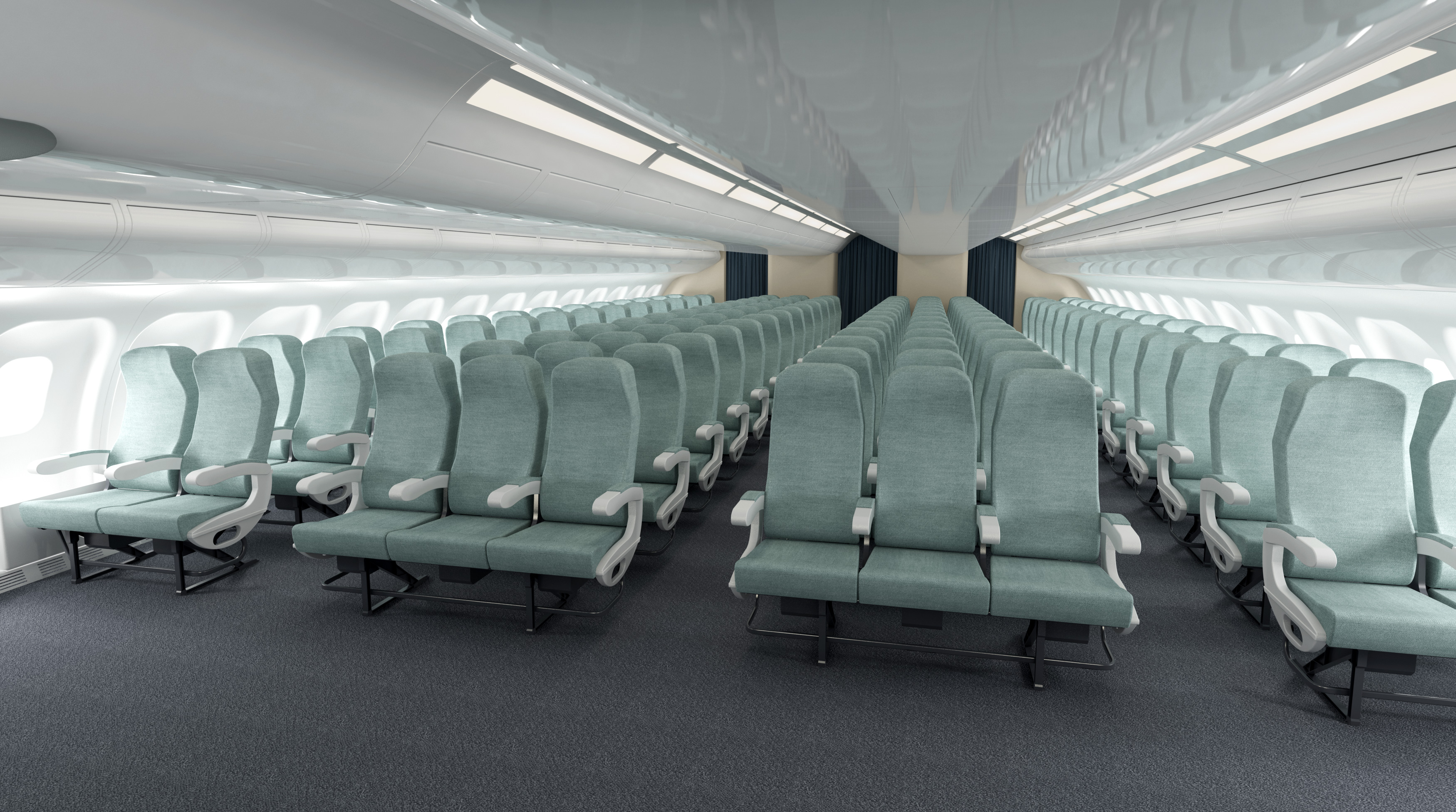